# Museo di storia locale Ildebrando Imberciadori
Il Museo di storia locale Ildebrando Imberciadori, situato nel territorio comunale di Grosseto, si trova nella località di Montepescali, della quale rappresenta il museo etnografico.
Le aree espositive ospitano una collezione di macchine agricole e di strumenti della vita contadina, ma sono presenti anche testimonianze archeologiche e documenti che illustrano un lunghissimo periodo di tempo dall'epoca etrusca al periodo lorenese, che abbraccia anche l'età romana, il Medioevo e l'epoca medicea.